# Yahya Al-Shehri

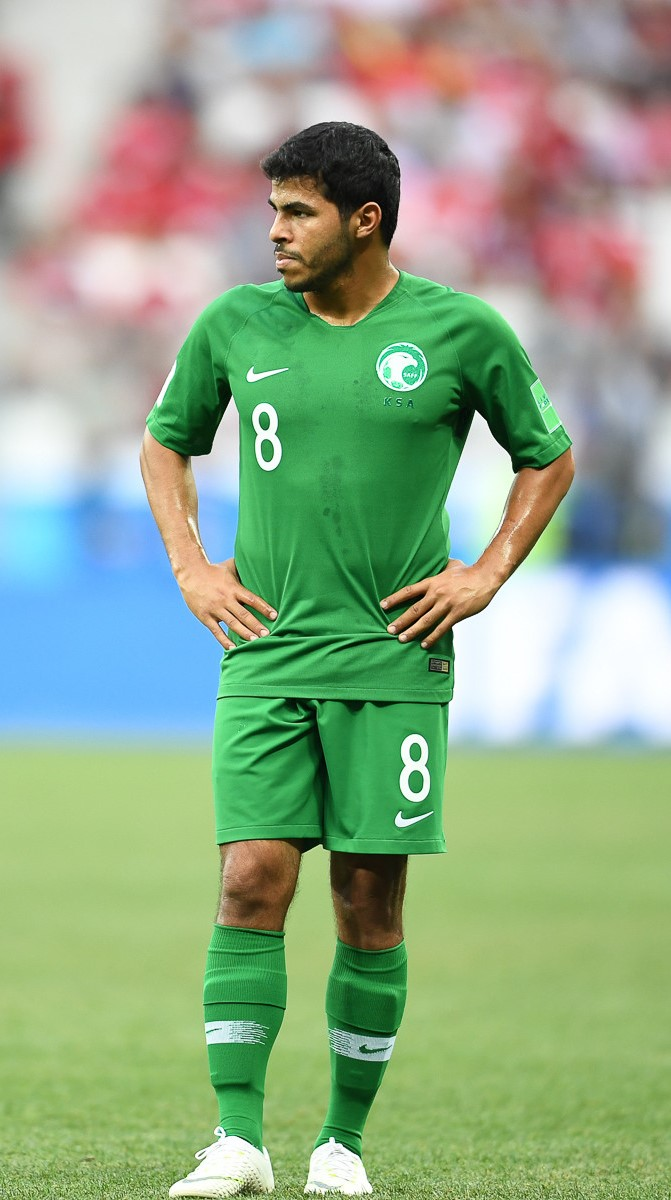
Yahya Al Shehri

Yahya Sulaiman Ali Al-Shehri (en àrab, يحيى سليمان علي الشهري; Dammam, Aràbia Saudita, 26 de juny de 1990) és un futbolista saudita que juga com a migcampista en el CD Leganés de la Primera Divisió espanyola, cedit per l'Al Nassr de la Lliga Professional Saudita. És, a més, internacional per la selecció de l'Aràbia Saudita.

## Trajectòria
Al-Shehri es va formar a les categories inferiors de la seva ciutat natal, l'Al-Ittifaq Club Dammam. El 2010 va fer el seu debut professional a la Lliga Professional Saudita. El 2013 va fitxar per l'Al Nassr de la mateixa competició. El 2018, el club el va cedir al CD Leganés de la Primera Divisió espanyola.
Al-Shehri ha estat internacional amb les categories juvenils de la selecció de l'Aràbia Saudita. El maig de 2018 va ser convocat per disputar la Copa del Món de Rússia.

## Palmarès
Al Nassr
- Lliga saudita: 2013-14, 2014-15
- Copa del Príncep de la Corona saudita: 2013-14